# Rosa mandenovae
Rosa mandenovae — вид рослин з родини трояндових (Rosaceae).

## Поширення
Зростає у Південному Кавказі — Азербайджані.